# Pratylenchus neglectus
Pratylenchus neglectus är en rundmaskart. Pratylenchus neglectus ingår i släktet Pratylenchus och familjen Hoplolaimidae. Inga underarter finns listade i Catalogue of Life.